# ライフ イズ ストレンジ ビフォア ザ ストーム
『ライフ イズ ストレンジ ビフォア ザ ストーム』(Life Is Strange: Before the Storm) はアメリカのゲーム会社Deck Nine Gamesが開発し、スクウェア・エニックスよりグローバル版が2017年8月から12月にかけ、日本版が2018年6月に発売されたアドベンチャーゲーム。略称は『Lis BtS』。

## 概要
2015年に発売され300万本超の販売を記録し、各国で様々なゲームアワードを受賞した『ライフ イズ ストレンジ』(Life Is Strange) の好評を受けて制作されたシリーズ第2弾。『ライフ イズ ストレンジ』の3年前の世界、アメリカ・オレゴン州の架空の町「アルカディア・ベイ」を舞台に、16歳の少女クロエとレイチェルが育む友情を描くスピンオフ（前日譚）作品となっている。
前作は時間を巻き戻す能力を持つマックスが主人公だったが、本作の主人公クロエはそういった超能力は持たない。その代わり、勝ち気で頭の回転が速いクロエを象徴する「バックトーク」という会話システムが導入されている。このバックトークを含むゲーム中のプレイヤーの選択によって、ストーリーの展開が変化する。他のゲームシステムは『ライフ イズ ストレンジ』を踏襲している。

### リリース状況
グローバル版（英語音声。字幕およびUIは7ヶ国語対応）は2017年8月31日にEpisode 1、10月19日にEpisode 2、12月20日にEpisode 3がリリースされ完結した。また、本編の更に2年前の世界を描いたボーナスエピソード"Farewell（さよなら）"が2018年3月5日に配信された。全編を収録した完全版も2018年中に発売。対応機種はPlayStation 4、Xbox One、WindowsPC（Steam）。
日本語版は2018年6月7日リリース。配信方式は前作と同一（PS4/Xbox One版は全エピソードをまとめて購入する方式。WindowsPC版はSteamで配信中のグローバル版に対して無料で日本語吹き替えDLCを提供。各機種とも、音声／字幕に対してそれぞれ日本語／英語を選択可能）。
2018年9月以降、前作『ライフ イズ ストレンジ』の正式な続編となる『ライフ イズ ストレンジ2』グローバル版がリリース開始。日本語版は2020年3月26日発売。

## 登場人物
声の表記は「日本語吹き替え版声優 / 英語版声優」。なお声優組合のストライキの影響で、本編エピソード1-3の英語版声優は『ライフ イズ ストレンジ』から総入れ替えとなっている。

### 主要人物
クロエ・プライス (Chloe Price)
声 - Lynn / リアナ・デヴリース、アシュリー・バーチ（Farewell）
本作のプレイヤーキャラクター。ブラックウェル高校の科学科に通う16歳。2年前に父・ウィリアムを事故で亡くした上、幼馴染の親友マックスとも離れ離れになり、世の中の全てに嫌気が差している。前作では髪を青く染めていたが、本作では染める以前のブラウンのショートヘアで登場する。
ゲーム開始時点ではレイチェルと特に親しい間柄ではない。
レイチェル・アンバー (Rachel Amber)
声 - 大津愛理 / カイリー・ブラウン
クロエの同級生（演劇科）。15歳。才色兼備で、学校での評価や人気も非常に高い活動的な美少女だが、隠れた内面や悩みを秘めている。
時にクロエも戸惑うような衝動的行動をとることもある。

### ブラックウェル高校
ビクトリア・チェイス (Victoria Chase)
声：樋口あかり / テレーサ・クロフト
裕福な家の生まれで、学校の人気者であるレイチェルに嫉妬している。
ネイサン・プレスコット (Nathan Prescott)
声：間宮康弘 /  カレブ・トーマス
アルカディア・ベイで実質実権を握っている名家の長男。その風当たりを受けてストレスを溜めており、学内でも嫌われ気味。
ドリュー・ノース (Andrew North)
声：佐原誠 / トレイ・ハッチ
マイキーの兄。アメリカンフットボールの才能を持つ。弟想いだが血の気が多く、クロエや（プレスコット家が原因で父アンソニーが失業した事もあり）ネイサンにも突っかかる。
マイキー・ノース (Mikey North)
声：前田弘喜 / ディロン・ウィンフリー
ドリューの弟。テーブルトークRPG仲間であるステフと親しい。
ステフ・ギングリッチ (Steph Gingrich)
声：瀬戸歩 / ケイティ・ベンツ
クロエの友人。作中で上演される学校演劇「テンペスト」の舞台監督や衣装デザインなど裏方全般を担当。
レイチェルに好意を持つレズビアンである旨を、クロエにほのめかしている。
エリオット・ハンプデン (Eliot Hampden)
声：中尾智 / キャメロン・クイセン
クロエの幼馴染で学業優秀。以前からクロエに気があり、彼女の問題に関与しようとする。
サマンサ・マイヤーズ (Samantha Myers)
声：内田愛美 / ヘイリー・ヘイズ
内気な性格だが、父親からのプレッシャーやドリューからの乱暴を受けているネイサンを心配し、クロエに助けを求める。
トラビス・キートン (Travis Keaton)
声： / スティーブ・フェラン
ブラックウェル高校の教員（演劇学）で、元映画俳優。学校演劇「テンペスト」の脚本・監督を手がける。
スキップ・マシューズ (Skip Matthews)
声：新田英人 / タナー・グールド
ブラックウェル高校の警備員。私生活ではロックバンドを組んでおり、クロエとは比較的気が合う。
レイ・ウェルズ (Raymond Wells)
声：かぬか光明 / マーカス・オリバー
ブラックウェル高校の校長。何度も問題を起こす素行不良のクロエに対して最後通告を突きつけている。
他の登場人物
ミシェル・グラント (Michelle Grant)
声： / ジーナ・ドブソン
サミュエル・テイラー (Samuel Taylor)
声：青山穣 / ケリー・マクラッケン
デーナ・ワード (Dana Ward)
声：足立由夏 / モーラ・コルシーニ
ヘイデン・ジョーンズ (Hayden Jones)
声：松本忍 / アイク・A
ジュリエット・ワトソン (Juliet Watson)
声：黒川万由美 / クリスティナ・タスカー
ジャスティン・ウィリアムズ (Justin Williams)
声：望月英 / チャド・スカイルズ
エバン・ハリス (Evan Harris)
声：竹内良太 / ケーシー・リーチ

### 家族・その他
ジョイス・プライス (Joyce Price)
声：桐木山花 / ブーツィー・パーク
クロエの母親。父親の死で変わってしまったクロエに手を焼いている。現在はデイビッドを心の拠り所とし、再婚を前提に付き合っている。
ウィリアム・プライス (William Price)
声：松本忍 / ピーター・D・マイケル、ジョー・オフマン（Farewell）
クロエの実父。2年前に交通事故で他界している。人格者で、クロエやジョイスとの仲は非常に良好だった。
デイビッド・マドセン (David Madsen)
声：野坂尚也 / D・W・マッキャン
元軍人であり、現在は無職でジョイスの恋人。クロエを気にかけてはいるものの、軍人気質で当たりがきつく、クロエとは度々衝突する。
ジェームズ・アンバー (James Amber)
声：青木崇 / パトリック・フィナティ
レイチェルの父で、地方検事。レイチェルへの愛情が深い。
ローズ・アンバー（Rose Amber）
声：仲村かおり / ケリー・ハンコック
レイチェルの母。
フランク・バワーズ (Francis Bowers)
声：竹内良太 / ニック・アポストライズ
RV車に住みアルカディア・ベイで売人をしている男。クロエにもドラッグを世話している。犬好きで、「ポンピドゥー」という名の子犬を飼っている。
デイモン・メリック (Damon Merrick)
声：宮本誉之 / カイル・ウィリアムズ
パンククラブの元オーナーで、売人のギャング。フランクと知り合いだが、フランクよりも短気で暴力的。
セラ・ギアハート (Sera Gearhardt)
声：三木美 / アンドレア・フレッチャー
両腕にタトゥーがあるブロンドヘアの女性。
他の登場人物
ショーン・プレスコット (Sean Prescott)
声：/ショーン・オミアラ
ロドニー・"サンダー"・シアーズ (Rodney "Thunder" Sears)
シェルドン・パイク (Sheldon Pike)
ピーター・ギレスピー (Peter Gillespie)

### ラジオ放送
DJ スタン・スタンウィック (DJ Stan Stanwick)
声 - / マット・バンクリーク
エイミー・リバース (Amy Rivers)
声 - / マロリー・リトルトン
ジャック・カーニー (Jack Kearney)
声 - / チャック・カー

### ボーナスエピソード
マックス・コールフィールド (Maxine Caulfield)
声 - たなか久美 / ハナー・テル
前作の主人公で、ボーナスエピソード"Farewell（さよなら）"のプレイヤーキャラクター。13歳。3日後にアルカディア・ベイを離れ、家族でシアトルへ引っ越してしまうことを、親友のクロエに中々言い出せずにいる。

## 音楽
表記は『Life Is Strange: Before the Storm Limited Edition（海外版限定）』同梱のサウンドトラックCD収録順。
1. 「Flaws」（Daughter）- Ep.1 エンディング
2. 「I Don't」（Koda）- Ep.3 オープニング
3. 「Glass」（Daughter）- Ep.1
4. 「Black Flies」（Ben Howard）- Farewell
5. 「Youth」（Daughter）- Ep.2 エンディング
6. 「Through The Cellar Door」（Lanterns on the Lake）- Ep.1
7. 「All I Wanted」（Daughter）- Ep.2
8. 「No Below」（Speedy Ortiz）- Ep.1 オープニング
9. 「A Hole in the Earth」（Daughter）- Ep.2
10. 「Taking You There」（ブルーズ）- Ep.2
11. 「Burn it Down」（Daughter）- Ep.3
12. 「Bros」（ウルフ・アリス）- Ep.3 エンディング
13. 「No Care」（Daughter）- Ep.2 オープニング
14. 「Don’t Mess With Me」（Brody Dalle）- Ep.3
15. 「Are You Ready For Me」（Pretty Vicious）- Ep.1
16. 「Burning The Midnight Oil」（Thomm Jutz/Peter Cronin）- Ep.1